# Бочіар
Бочіар (словац. Bočiar) — село в окрузі Кошиці-околиця Кошицького краю Словаччини. Площа села 0,47 км². Станом на 31 грудня 2016 року в селі проживало 257 жителів.

## Історія
Перші згадки про село датуються 1249 роком.

## Географія
Протікає Соколянський потік.

## Населення
| Рік:            | 1994. | 2004.   | 2014.    | 2024.   |
| --------------- | ----- | ------- | -------- | ------- |
| Кількість осіб: | 213   | 221     | 251      | 242     |
| Різниця:        |       | +3,75 % | +13,57 % | -3,58 % |

| Рік:            | 2023. | 2024.   |
| --------------- | ----- | ------- |
| Кількість осіб: | 244   | 242     |
| Різниця:        |       | -0,81 % |